# 3e régiment de tirailleurs marocains
Pour les articles homonymes, voir 3e régiment.
Le 3e régiment de tirailleurs marocains (3e RTM) était un régiment d'infanterie de l'armée de terre française, rattaché à l'Armée d'Afrique. Créé dans l'entre-deux-guerres, il combat lors de la Seconde Guerre mondiale et de la guerre d'Indochine.

## Création et différentes dénominations
- Le 3e régiment de marche de tirailleurs marocains est créé en janvier 1920.
- Devient le 63e régiment de tirailleurs marocains en octobre 1920.
- Renommé 63e régiment de tirailleurs
- Devient le 3e régiment de tirailleurs marocains en 1929.
- Dissous en 1934.
- Recréé en 1935.
- Dissous en 1940.
- Recréé puis dissous en 1941.
- Recréé en 1943.
- Dissous en 1945.
- Recréé en 1947.
- Dissous en 1955.

## Historique des garnisons, combats et bataille

### Entre-deux-guerres
Le 1er janvier 1920, on forme le 3e régiment de tirailleurs marocains avec les 5e, 7e et 12e bataillons de tirailleurs marocains. Sous les ordres du lieutenant-colonel Féral[réf. souhaitée], il embarque en février pour participer à l'occupation de la Rhénanie après la Première Guerre mondiale.
Le 3e RMTM devient le 63e régiment de tirailleurs marocains (RTM) selon une décision ministère de octobre 1920 qui renumérote les régiments de marche de tirailleurs marocains en ajoutant 60. Il revient au Maroc en novembre 1921 et prend garnison à Taza.
Le 13 février 1923 il devient officiellement 63e régiment de tirailleurs nord-africains (RTNA), gardant en pratique son appellation de 63e régiment de tirailleurs marocains. À partir de 1924, il participe à la guerre du Rif jusqu'en juillet 1926. 

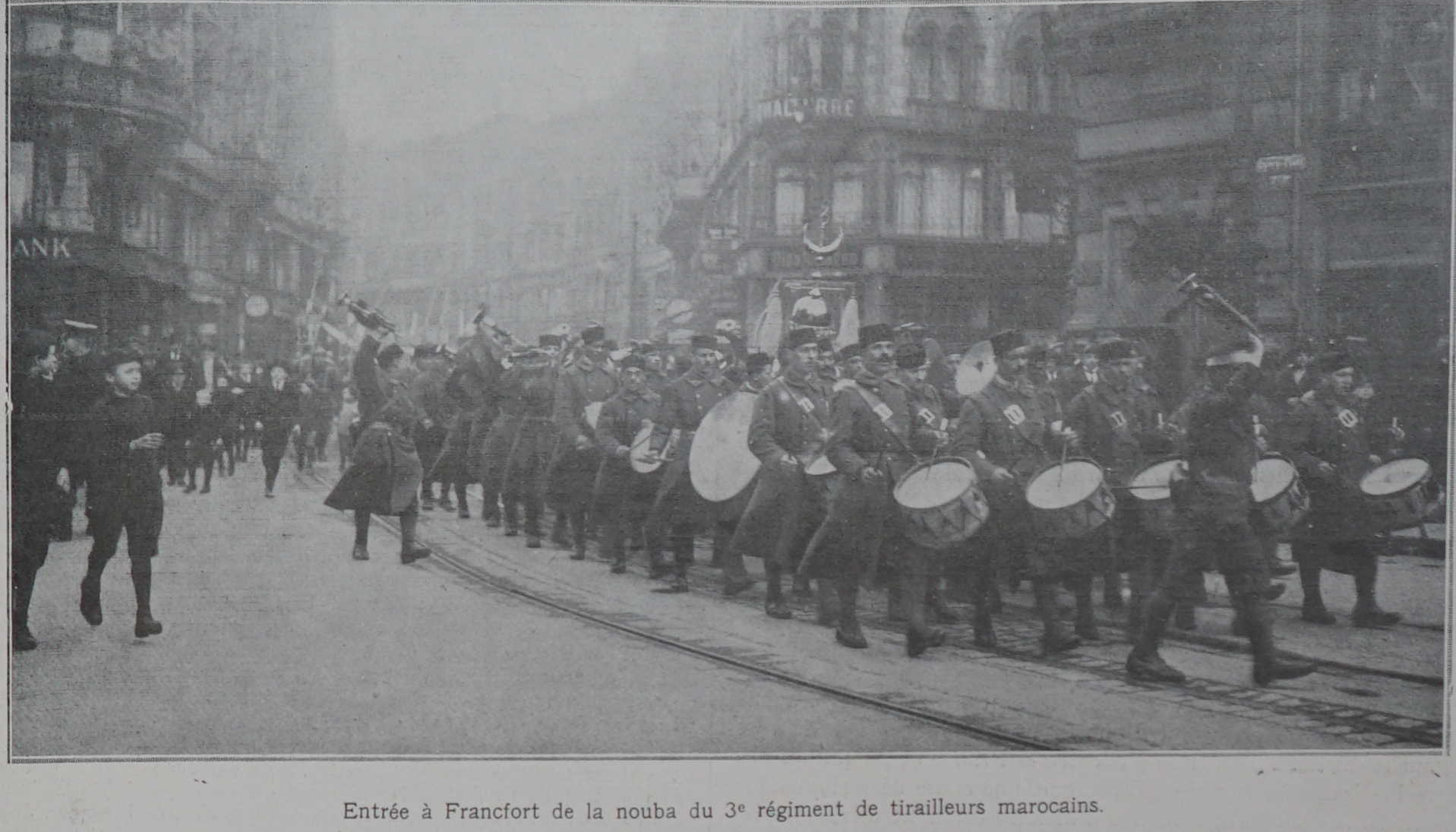
La musique du 3e en 1920 à Francfort-sur-le-Main.
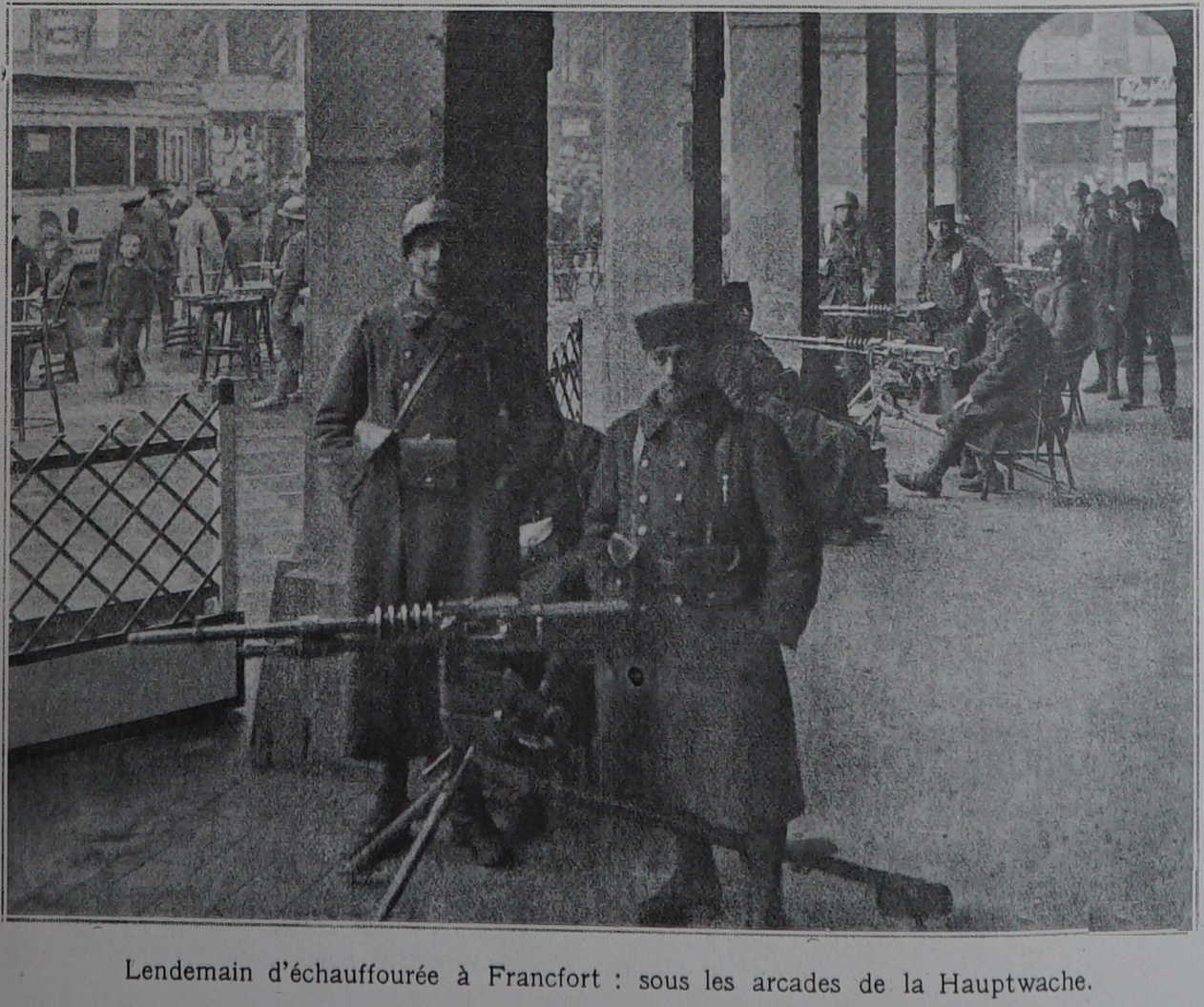
En 1920 à Francfort-sur-le-Main sour les arcades de la Haupwache avec des mitrailleuses Hotchkiss modèle 1914.
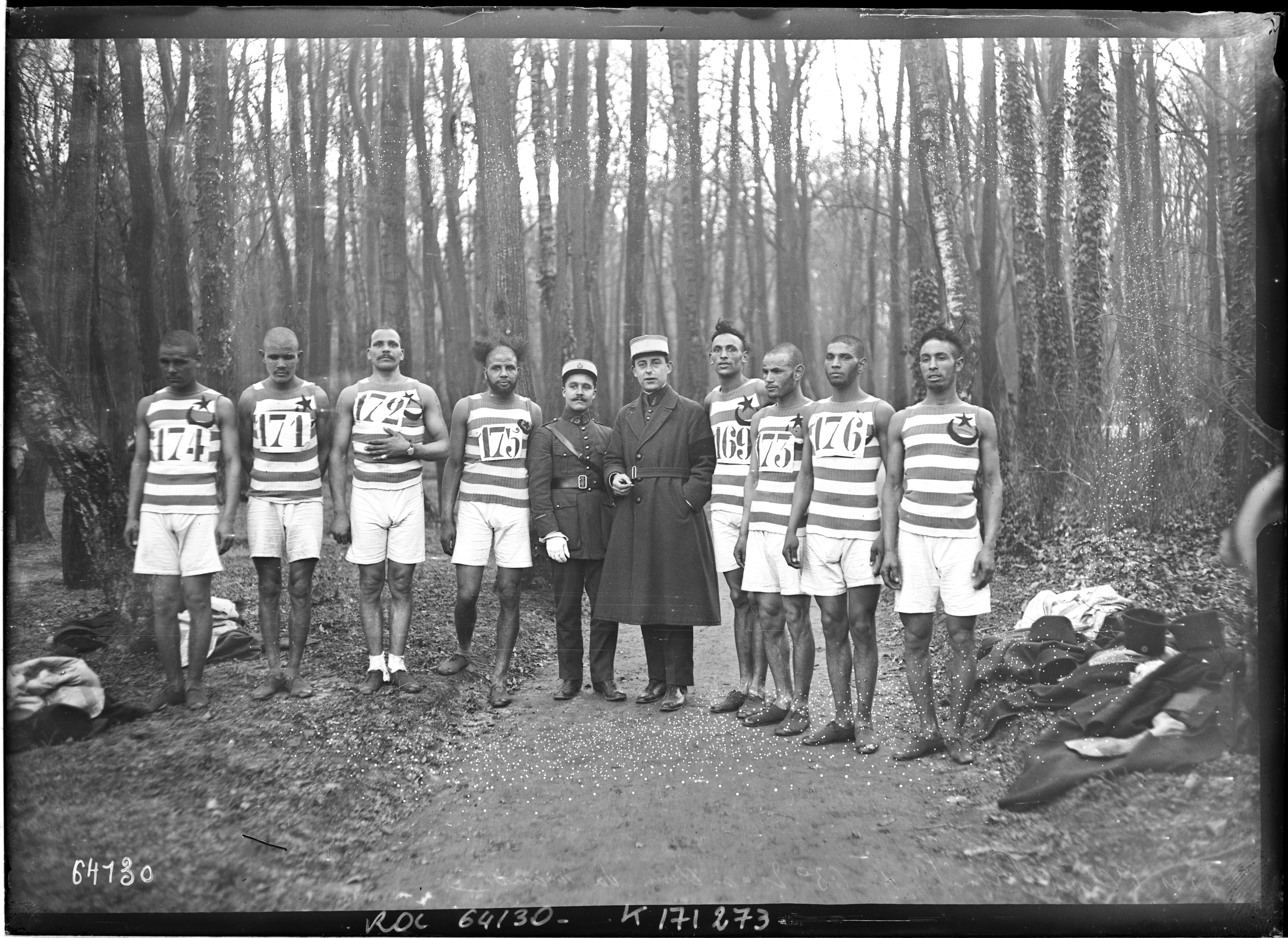
Équipe sportive du 63e RTM à Saint-Cloud en février 1921.

Depuis le 22 février 1926, par la circulaire 1.694/1/11[réf. souhaitée], les RTNA de la série 60 reprennent leur nom de tirailleurs marocains. Le 1er janvier 1929 le 63e RTM reprend son numéro d'origine et devient 3e régiment de tirailleurs marocains. Le 1er septembre 1934, le 3e RTM, resté à deux bataillons depuis un an, est dissous.
Le 1er juin 1935, le 3e RTM est reconstitué en France avec le IVe bataillon du 5e, le IVe bataillon du 6e et un bataillon formé au Maroc. Le 16 octobre, il va tenir garnison à Saint-Dié, rejoint ensuite par son bataillon de formation (qui quitte le Maroc en janvier 1936).

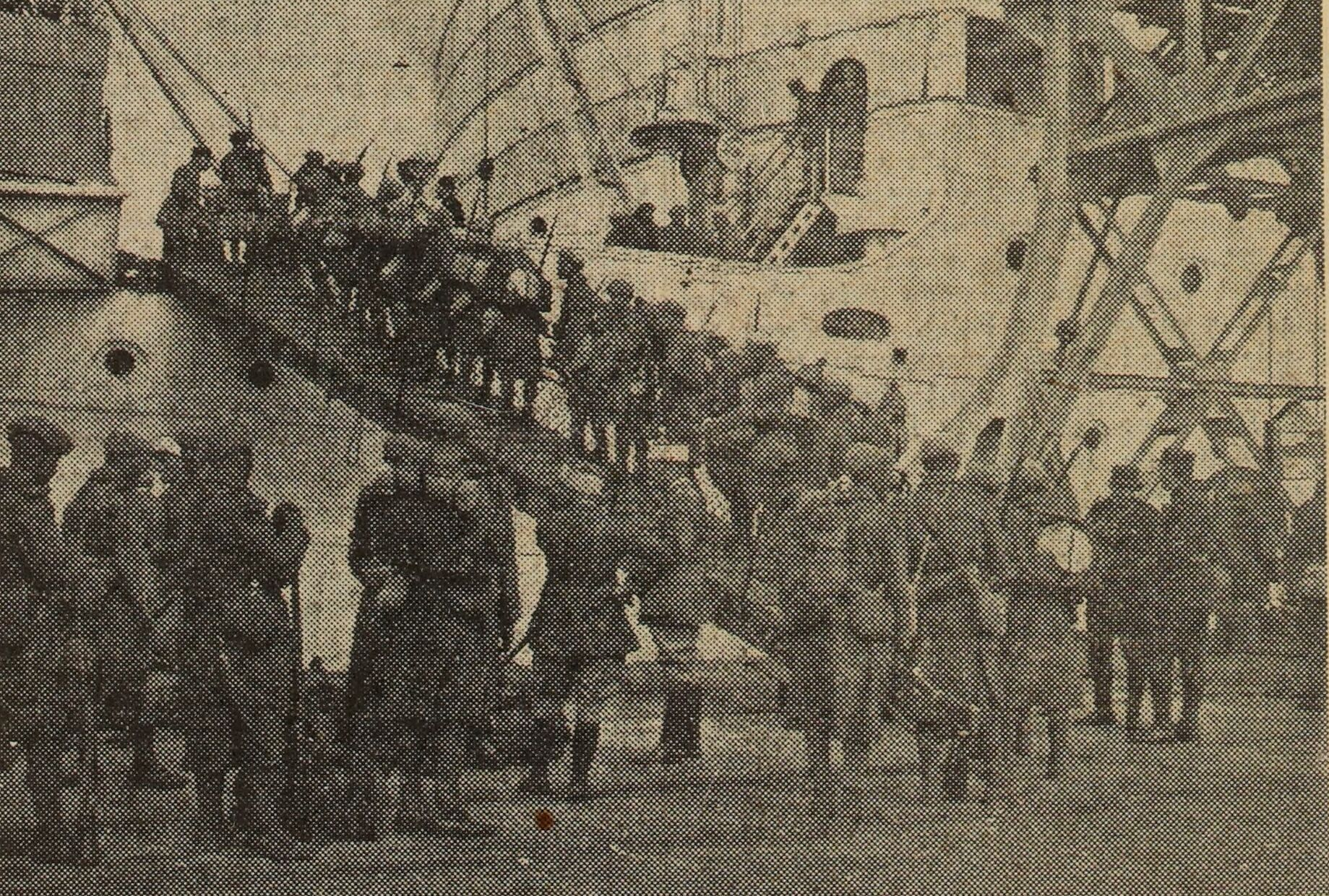
Le Ier bataillon du 3e RTM, reformé au Maroc, embarque à Casablanca pour rejoindre la France (11 janvier 1936).
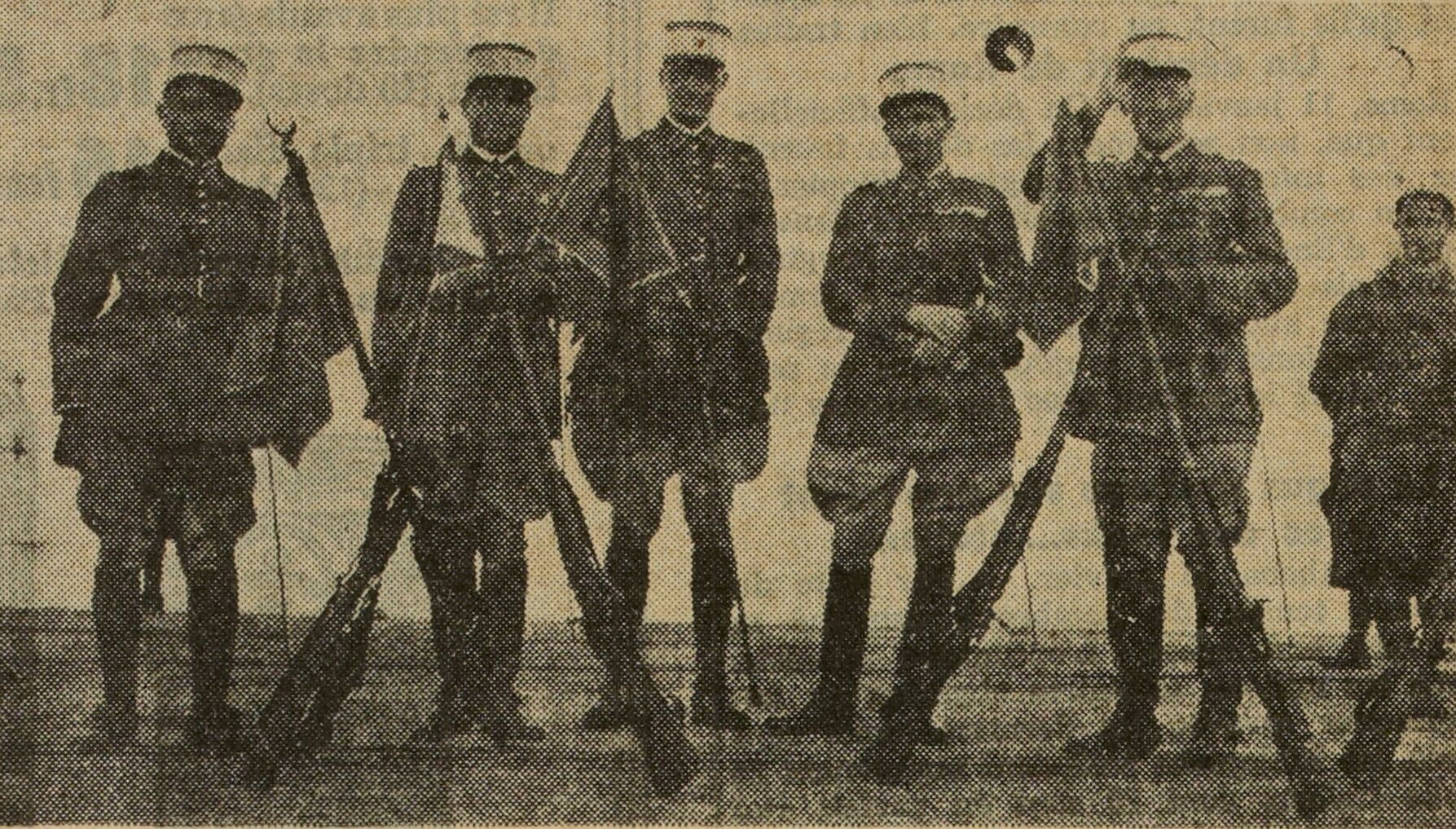
Les fanions des compagnies du I/3e RTM (Casablanca, 11 janvier 1936).
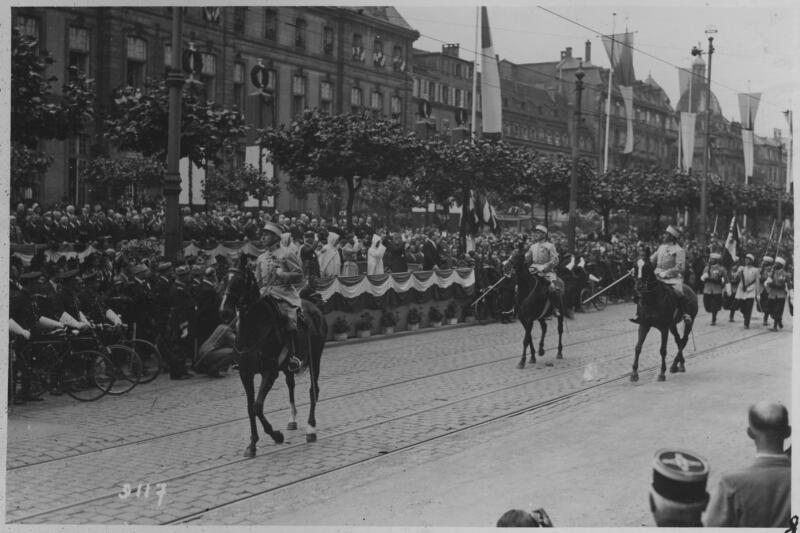
La tête du défilé du 3e RTM à Strasbourg devant le sultan Sidi Mohamed ben Youssef le 11 juillet 1939.
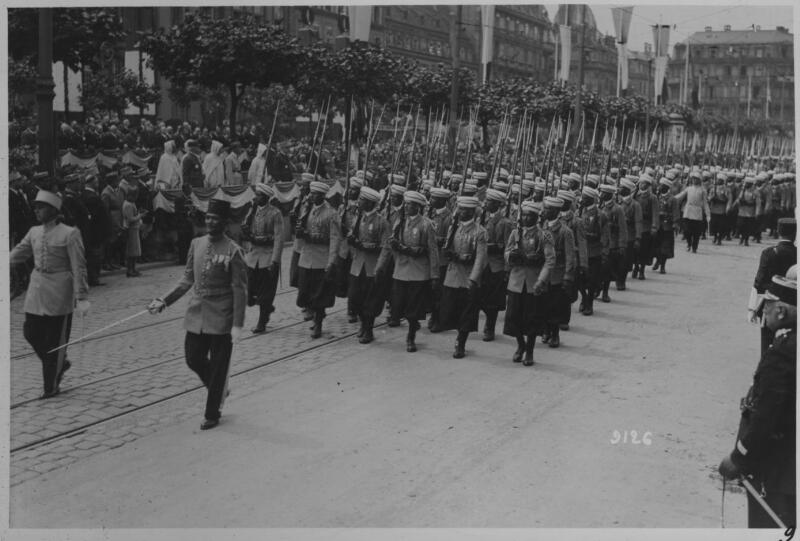
Les tirailleurs du 3e RTM défilent à Strasbourg devant le sultan le 11 juillet 1939.

### Seconde Guerre mondiale
Intégré au sein de la 43e DI, le 3e RTM du 16 au 19 mai est écrasé devant Maubeuge. Le Ier bataillon rejoint Dunkerque avec sa division, tandis que le reste du régiment est engagé avec le 5e DINA en forêt de Mormal à partir du 20 mai et disparait le 21, encerclé par les Allemands. Les rescapés du 3e RTM parviennent à embarquer à Dunkerque et rejoignent en juin le 1er RTM.
Le 16 janvier 1941, le 3e RTM est recréé, pour être envoyé en renfort au Levant, à trois bataillons. Fin janvier, le départ du 3e RTM est annulé et il est destiné à rester en Afrique du Nord. Début mai 1941 le 3e RTM est dissous.
Après le débarquement américain de novembre 1942, le 16 janvier 1943, le 3e RTM est reconstitué avec des compagnies des 2e, 4e et 6e RTM[réf. souhaitée]. Il est dissous le 29 février 1944.

### L'après-Seconde-Guerre-mondiale
Le 15 décembre 1947, le 3e RTM est recréé à Fontenay-le-Comte et La Roche-sur-Yon à partir de recrues marocaines. En février 1948, le 214e bataillon de tirailleurs marocains prend le nom de bataillon de marche du 3e RTM. Le régiment (deux bataillons) arrive le 16 mars 1949 en Indochine et le BM/3e RTM devient alors BM/7e RTM. Le régiment est dissous le 1er avril 1949 et les deux bataillons du 3e RTM deviennent des unités formant corps (indépendantes). Réunifié le 1er octobre 1954, le 3e RTM quitte l'Indochine en janvier 1945 pour le Maroc, où il est dissous le 14 avril 1955.

## Drapeau du régiment
Il porte, cousues en lettres d'or dans ses plis, les inscriptions suivantes :
- Maroc 1922-1933
- Indochine 1948-1954

## Décorations
- Croix de guerre 1939-1945 avec une palme (une citation à l'ordre de l'armée pour les combats de mai 1940)[3]
- Croix de guerre des Théâtres d'opérations extérieurs avec une palme (une citation à l'ordre de l'armée)[réf. nécessaire].

## Insigne du3erégiment de tirailleurs marocains
- Rondache aux inscriptions arabes brochée d’un aigle sur un mont. Fabrication Locale A.F.N Aluminium Aigle cuivre Jaune.

## Devise du3erégiment de tirailleurs marocains
« Je Fonce et je Vaincs »

## Personnalités ayant servi au3eRTM
- Paul-Hippolyte Arlabosse (1886-1970), général de division ;
- Christian Mégret de Devise (1908-1986), Compagnon de la Libération.

## Sources et bibliographie
- Anthony Clayton, Histoire de l'Armée française en Afrique 1830-1962, Albin Michel, 1994
- Robert Huré, L'Armée d'Afrique: 1830-1962, Charles-Lavauzelle, 1977

## Sources et références
1. 1 2 3 4  « Les tirailleurs marocains 1914 - 1945 », Historama, no HS 10 « Les Africains 1830-1960 »,‎ 1970
2. 1 2  Éric de Fleurian, Maroc 1907-1934, 3e régiment de tirailleurs marocains, 3 mars 2022 (1re éd. 2017) (lire en ligne)
3. 1 2 3 4 5 6  Éric de Fleurian, Historique sommaire du 3e régiment de tirailleurs marocains, 3 mars 2022 (1re éd. 2017) (lire en ligne)
4. ↑  Éric de Fleurian, Deuxième guerre mondiale, campagne de France 1939-1940 : parcours de guerre du 3e RTM (43e DI), 9 mars 2020 (1re éd. 2015) (lire en ligne)
5. ↑  Décision no 12350/SGA/DPMA/SHD/DAT du 14 septembre 2007 relative aux inscriptions de noms de batailles sur les drapeaux et étendards des corps de troupe de l'armée de terre, du service de santé des armées et du service des essences des armées, Bulletin officiel des armées, no 27, 9 novembre 2007